# Frank Marino
Frank Marino är en kanadensisk gitarrist, och frontfigur i bandet Mahogany Rush.